# Histoire d'O, ritorno a Roissy
Histoire d'O, ritorno a Roissy, reso graficamente anche come Histoire d'O 2 - Ritorno a Roissy (Histoire d'O: Chapitre 2), è un film del 1984 diretto da Éric Rochat. La pellicola è il sequel del film del 1975 Histoire d'O, diretto da Just Jaeckin, ed è tratta dal romanzo Ritorno a Roissy di Pauline Réage.

## Trama
Un gruppo di industriali paga Madame O, che nel film diventa da vittima a dominatrice, per far partecipe un ricco finanziere e la sua famiglia a giochi sadomasomasochisti e affinché faccia commettere al finanziere incesto. Presto fa notizia e scoppia lo scandalo. Così l'industria che sarebbe dovuta essere rilevata dal finanziere si salva.

## Produzione
Il film è ispirato molto liberamente al romanzo Ritorno a Roissy di Pauline Réage, seguito datato 1969 del primo romanzo della stessa autrice basato sulle avventure erotiche di O.

## Distribuzione
La versione italiana del film fu pesantemente censurata: in originale durava 13 minuti in più.

## Opere derivate
- Nel 1984 Guido Crepax, dopo aver già realizzato una versione a fumetti del romanzo originale, realizza un adattamento del film intitolato Histoire d'O. Ritorno a Roissy.